# Білл Веннінгтон
Вільям Персі Веннінгтон (англ. William Percy Wennington, нар. 26 квітня 1963, Монреаль, Канада) — канадський професіональний баскетболіст, що грав на позиції центрового за низку команд НБА. Гравець національної збірної Канади, у складі якої був учасником Олімпійських ігор. Триразовий чемпіон НБА. По завершенні спортивної кар'єри — баскетбольний коментатор.

## Ігрова кар'єра
На університетському рівні грав за команду Сент Джонс (1981–1985). Під керівництвом тренера Лу Карнесекки доходив разом з командою до фіналу чотирьох турніру NCAA.
1985 року був обраний у першому раунді драфту НБА під загальним 16-м номером командою «Даллас Маверікс». Захищав кольори команди з Далласа протягом наступних 5 сезонів.
З 1990 по 1991 рік грав у складі «Сакраменто Кінґс», куди був обміняний на Родні Маккрея.
1991 року перейшов до італійської команди «Віртус» (Болонья), у складі якої провів наступні 2 сезони своєї кар'єри. 1993 року став чемпіоном Італії.
Наступною командою в кар'єрі гравця була «Чикаго Буллз», за яку він відіграв 6 сезонів. Протягом цього часу тричі вигравав чемпіонат НБА у складі команди.
Останньою ж командою в кар'єрі гравця стала «Сакраменто Кінґс», до складу якої він приєднався 1999 року і за яку відіграв один сезон.